# Sigmund Herter von Herteneck

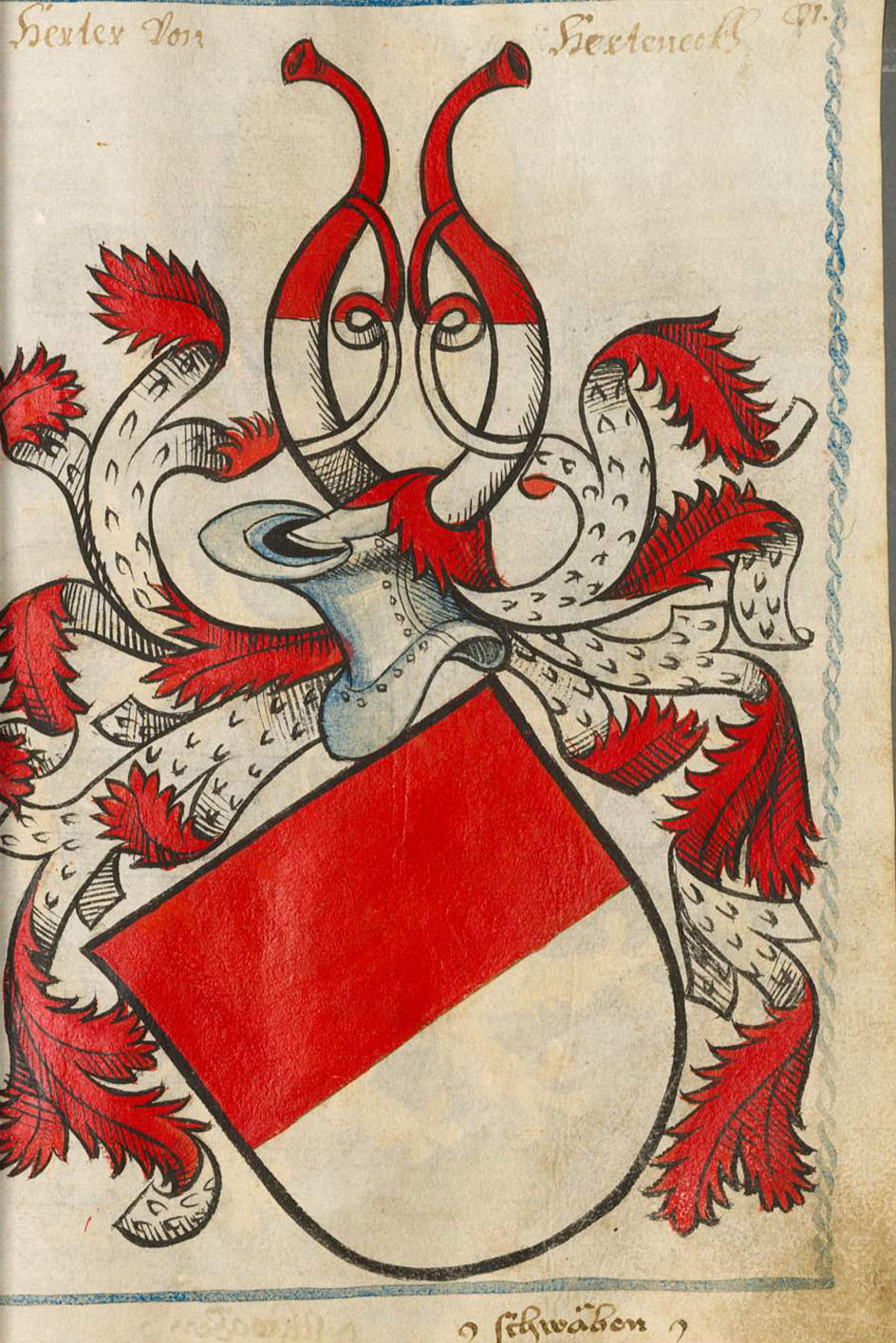
Wappen Herter von Hertneck aus dem Scheibler’schen Wappenbuch

Sigmund Herter von Herteneck († 1552) war um 1532 Obervogt der Grafschaft Zollern und der Herrschaft Haigerloch. Um 1540 war er Obervogt zu Urach.

## Leben
Während des Schmalkaldischen Religionskriegs im Jahr 1546, als Herzog Ulrich von Württemberg bei Kaiser Karl V. mit andern Fürsten in Ungnade gefallen war, verteidigte er das Schloss Tübingen mit dem dortigen Burgvogt Ulrich Schilling von Cannstatt lange gegen die Kaiserlichen, obwohl das Schloss dreimal aufgefordert wurde, sich zu ergeben.
In der evangelischen Peterskirche von Dußlingen hängt eine Erinnerungstafel für Sigmund Herter von Herteneck.

## Familie
Er war verheiratet mit Anna von Plieningen, Tochter des Ytelhans von Plieningen zu Schönbeck. Den Ehevertrag vom 16. Februar 1533 bezeugten Hans von Ow zu Wachendorf, Hans Truchsess von Hefingen, Hans Herter von Herteneck zu Tusslingen, Hans Kruss, Vogt zu Leonberg, Hans von Nippenburg zu Scheckingen, Heinrich Sturmfeder, Reinhard von Sachsenheim, Martin von Tegernfels zu Ybach und Claus von Grafeneck zu Stauffenberg.